# イブ＝ツトゥル
イブ＝ツトゥル（YIBB-TSTLL）は、創作作品群クトゥルフ神話に登場する架空の神（邪神）。他表記はイブ・スティトルなど。

## 概要
ブライアン・ラムレイが創造し、彼が1969年に発表した『セメントに覆われたもの』にて名前だけ言及され、『黒の召喚者』で片鱗が初登場する。
緑色の衣をまとった巨大な神として顕現し、腐り爛れた頭部の表面で目玉が動き回っている。一般には男性神であるとされるが、その身体には多数の乳房があり、自らに仕えるナイトゴーントに乳を与えている。魔道書「水神クタアト」に記された第6サスラッタを13人で詠唱することによってイブ＝ツトゥルを招喚できるが、イブ＝ツトゥルが降臨したときは正気の者が狂気に、狂気の者が正気になるなどの現象が発生し、これを「反転」という。イブ＝ツトゥルの血液とされる黒い物質を招喚して敵を窒息させる魔術が「ネクロノミコン」に載っているが、この術は流水によって防ぐことが可能である。
ヨグ＝ソトースを主とするが、現在はヨグ＝ソトースとともに外宇宙の混沌の領域に封印されている。
イブ＝ツトゥルの下僕として有名な人物には古代ティームドラ大陸の魔道士ヨッパロスがいる。ヨッパロスを全人類の王にすることをイブ＝ツトゥルは約束していたが、その実態は旧支配者が復活して人類が滅亡した後の地球で一人だけ生き残って苦しむというものだった。
ティームドラにおいて旧支配者を旧神の封印から解放しようとするイブ＝ツトゥルの計画は成功の一歩手前まで至ったが、勇者タラ・カシュや魔道士テフ・アツトの奮闘によって阻止された。しかしイブ＝ツトゥルは全知であるともいわれており、その力によって世界を変革しようと凶行に走る信徒が今日なお存在する。

## イブ＝ツトゥルの分類
イブ＝ツトゥルは旧支配者（別名、CCD・クトゥルフ眷属邪神群）であり、またラムレイの邪神は総じて「堕ちた旧神」とされている。またリン・カーターの『深淵への降下』によると、イブ＝ツトゥルはナイアーラトテップの息子である。
ただし、イブ＝ツトゥルのカテゴリについて、他資料での分類は一貫していない。
- マレ6th：外なる神[9]
- マレ7th：グレート・オールド・ワン、外なる神、または唯一の存在[10]
- ハームズ2th：グレート・オールド・ワン、または「溺者」というグレート・オールド・ワンに寄生して食べる下級存在[11]

先述するようにヨグ＝ソトース、バグ＝シャースと関係があるとされるものの、神々をカテゴリしようとする人にとってはイブ＝ツトゥルは扱いが難しく、ナイトゴーントとの関係から旧神である可能性が（否定ぎみに）挙げられたり、シュブ＝ニグラスの子とする説もある。

## 登場作品
ブライアン・ラムレイ
- タイタス・クロウの事件簿：黒の召喚者、続・黒の召喚者
- タイタス・クロウ・サーガ：6・旧神郷エリシア
- 幻夢の英雄
- 未訳："The Horror at Oakdeene"

## ブライアン・ラムレイの神々
人間とは異質な知的生命体であり、もとを辿れば「堕ちた旧神」である。クトゥルフを盟主とする。人間の対邪神組織は、彼らをCCD（クトゥルフ眷属邪神群）と呼んでいる。四大霊分類は肯定も否定もしない。

### シュド＝メル
地底種族の長老。サーガ1に登場する。イリシッドの元ネタとなった。

### バグ＝シャース
本格的な登場作品は未訳。イブ＝ツトゥルの同胞とも、ヨグ＝ソトースに仕えるともされる。光を嫌う。

### オトゥーム
深海の邪神。『盗まれた眼』事件の裏で糸を引いているものの、未登場。

### クティーラ
クトゥルフの娘。ゾス三神の妹。初登場はサーガ2。

### クタニド
旧神。クトゥルフの「兄弟」。初登場はサーガ2。